# Jérôme Cahuzac
Jérôme Cahuzac (Talença, 19 de juny de 1952) és un cirurgià i polític francès socialista. Va ser batlle de Vilanuèva d'Òlt i diputat pel departament d'Òlt i Garona. El 16 de maig de 2012 va ser nomenat ministre delegat encarregat del pressupost del govern de Jean-Marc Ayrault. Va haver de dimitir del càrrec per un escàndol de frau, pel què va ser condemnat a 4 anys de presó.